# جووانی لانفرانکو
جووانی لانفرانکو (به ایتالیایی: Giovanni Lanfranco) (۲۶ ژانویه ۱۵۸۲–۳۰ نوامبر ۱۶۴۷) یک نقاش ایتالیایی دوره باروک بود.

## زندگی‌نامه
جووانی گاسپار لانفرانکو، فرزند سوم استفانو و کورنلیا لانفرانچی در پارما متولد شد و به عنوان پادو در خانه کنت اورازو اسکاتی مشغول کار شد. استعداد نقاشی اش به وی اجازه داد تا با هنرمند بولونیایی آگوستینو کاراچی، برادر آنیباله کاراچی، کارآموزی را آغاز کرده و در کنار کاخ‌های پارمزی سیستو بدالوکیو در کاخ فارنیسه کار کند. هنگامی که آگوستینو در سال ۱۶۰۲ درگذشت، هر دو هنرمند جوان به کارگاه بزرگ و برجسته رومی آنیبال نقل مکان کردند، که وی در آن زمان مشغول کار در گالری فارنیسه در سقف گالری کاخ فارنیسه بود. به نظر می‌رسد که لانفرانکو در تابلوی پولیپموس و گالاتئا (نسخه ثانویه در گالری دوریا) و برخی کارهای جزئی در اتاق نقش داشته‌است.
پس از آن، در حالی که لانفرانکو هنوز هم از لحاظ فنی عضو کارگاه کاراچی بود، به همراه گیدو رنی و فرانچسکو آلبانی، کلیسای هرا (سن دیهگو) را در سن جاکومو دلی اسپانیولی (۱۶۰۲–۱۶۰۷) نقاشی کردند. وی همچنین در تزئینات نقاشی دیواری سان جرگوریو مانیو و باسیلیکای سنتاماریا مجیوره مشارکت داشت.

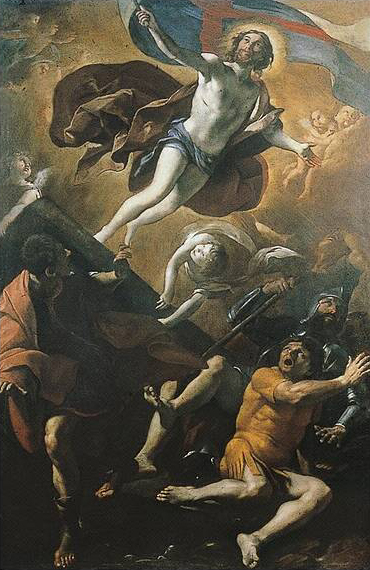
جووانی لانفرانکو، معاد، ۱۶۲۲

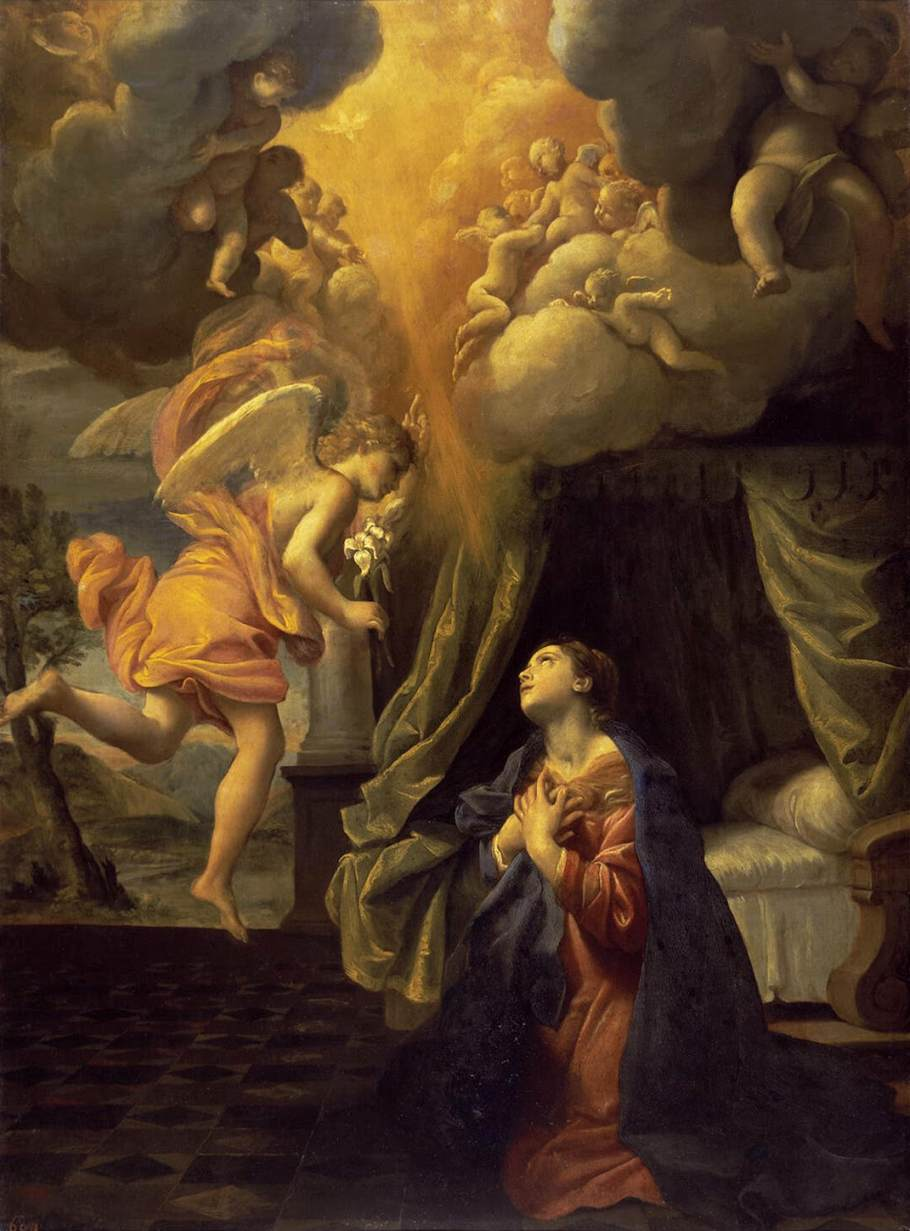
عید تبشیر، بین سال‌های ۱۶۱۰ و ۱۶۳۰ (موزه ارمیتاژ)

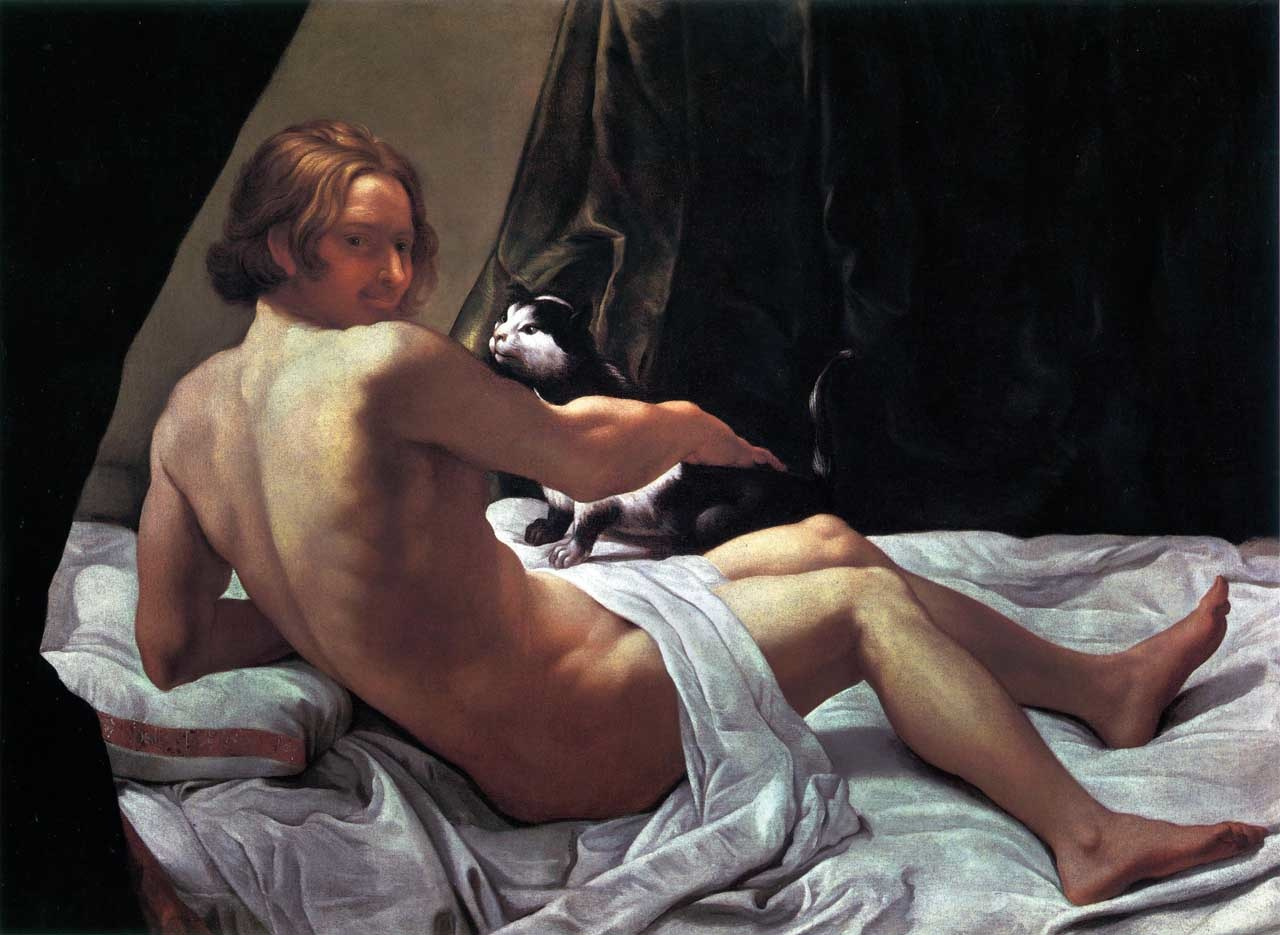
Giovane nudo sul letto con un gatto (مرد برهنه با یک گربه)، بین سال‌های ۱۶۲۰ و ۱۶۲۲، مجموعه خصوصی.

شورای خدایان، سقف پالاتزو باربرینی

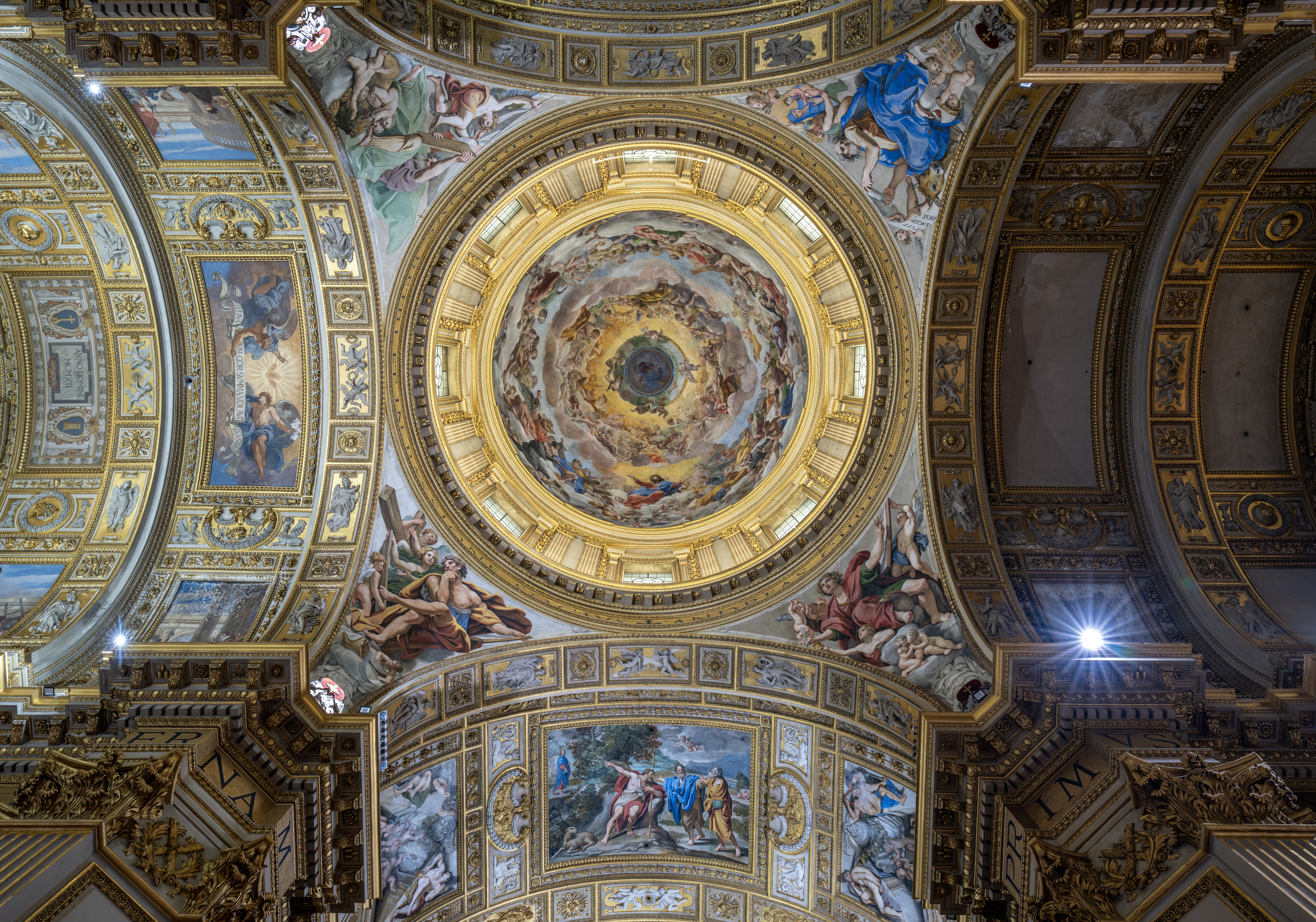
نقاشی دیواری کوپولای سن آندره دلا ول.

## میراث و ارزیابی انتقادی
لانفرانکو یک کارآموز همه‌کاره و التقاطی کاراچی بود و در مقایسه با دومنیکینو اغلب محدود بوده و عمدتاً از اصالت عالی آنیباله تقلید می‌کرد و سنت آنان را با استعداد چشمگیر ادامه داد. از جمله شاگردان وی جاچینتو برندی بود.

## گزیده آثار
- ونوس چنگ می نوارد, گالری ملی هنر باستانی، رم (کاخ باربرینی)
- اسکندر تمایل داشت توسط پزشک معالجه شود و اسکندر از نوشیدن آب به دست مردانش امتناع ورزید[۳]
- عید تبشیر (حدود ۱۶۱۵), سن کارلو ا کاتیناری، رم
- تاجگذاری باکره با سنت آگوستین و سن ویلیام آکیتین[۴]
- هاجر در بیابان (لوور)[۵]
- آزادی سن پیتر[۶] (حدود ۱۶۲۰–۲۱), موزه هنر بیرمنگام، آلاباما
- نقاشی‌های دیواری پالاتزو کیرینال[۷]